# Grou-brolga

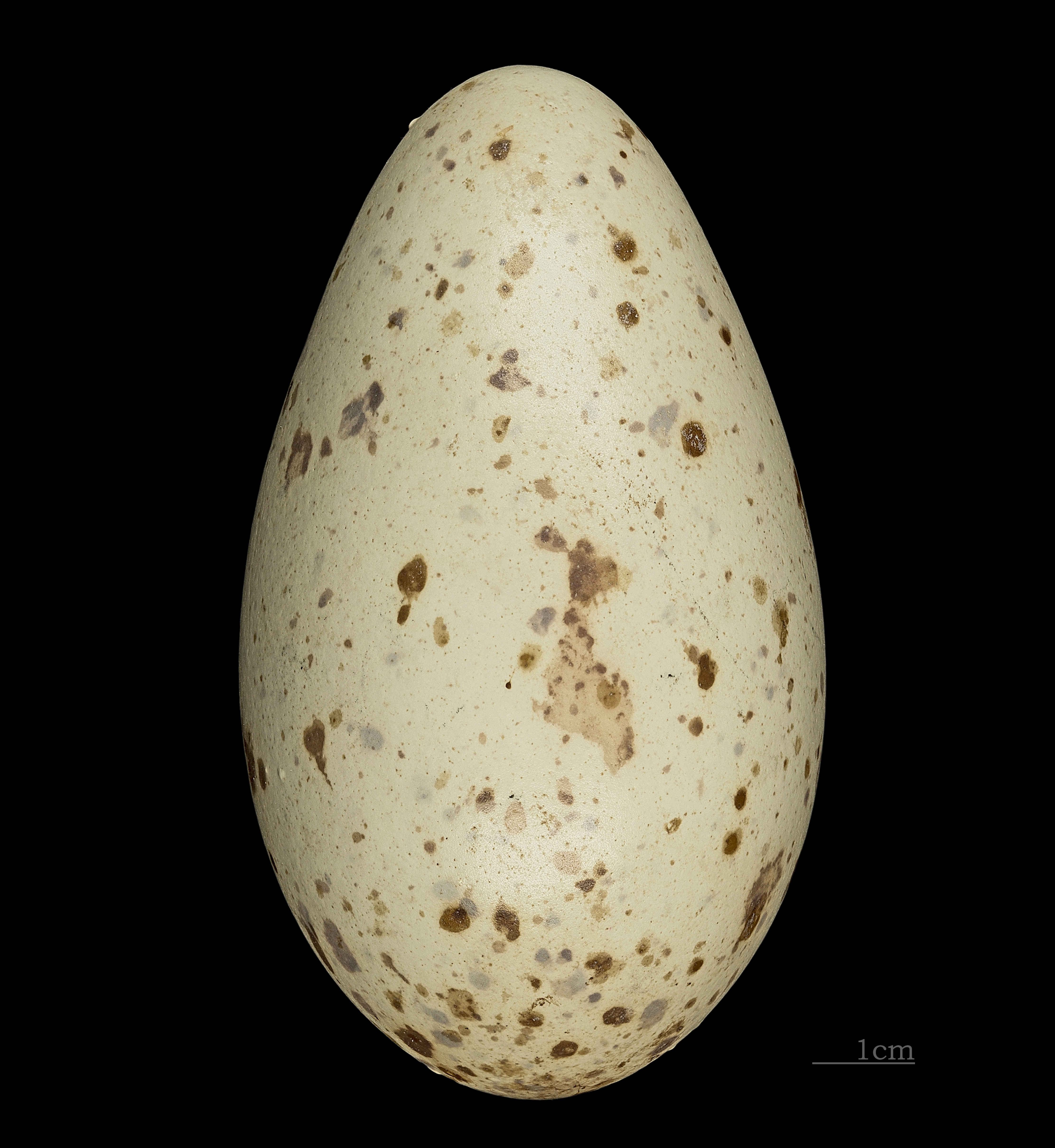
Grus rubicunda MHNT

O grou-brolga ou grou-australiano (Antigone rubicunda) é uma ave gruiforme natural da Oceania. Esta espécie habita planícies de inundação de rios, áreas costeiras lamacentas e pantanosas ou agrícolas bem irrigadas, podendo ocupar também zonas dentro do continente, desde que haja condições apropriadas. A distribuição geográfica do brolga estende-se por todo o Norte e Este da Austrália (excluindo a Tasmânia e áreas densamente povoadas no sudeste), Sul da Nova Guiné e esporadicamente Nova Zelândia.
O grou-brolga é uma ave de grande porte, com cerca de 1-1,25 metros de altura e 2 metros de envergadura. Tem um pescoço comprido que termina numa cabeça afilada e bico longo. As patas são altas e desprovidas de penas. A plumagem do brolga tem uma cor característica cinzenta-prateada, que contrasta com a zona da face que é vermelha viva. É uma ave diurna e não territorial que se desloca frequentemente dentro da sua distribuição geográfica. Vive normalmente em casais, mas se as condições forem de abundância podem formar-se bandos de dezenas destas aves. O brolga voa com o pescoço e patas estendidos, com um batimento de asas regular mas lento.
A época de reprodução começa com um elaborado ritual de acasalamento que inclui paradas e danças de ambos os parceiros. Estas demonstrações podem ser muito complexas e demorar vários dias. O ninho é construído com gravetos e lama numa zona pantanosa. A fêmea põe em média dois ovos de cor lilás, que incuba sozinha. Depois da eclosão, as crias recebem os cuidados parentais de ambos os progenitores. Os juvenis têm cor amarelada e levam alguns anos até atingir a maturidade sexual. O brolga pode viver até aos cinquenta anos.
A espécie não se encontra em risco imediato de extinção, mas a drenagem dos seus habitats para reaproveitamento agrícola tem provocado a diminuição progressiva da população. No passado recente, o brolga era uma espécie cinegética, sujeita a caça indiscriminada.